# Charles W. Clark
Charles William Clark (15 de octubre de 1865 - 4 de agosto de 1925). Cantante lírico barítono y profesor de canto. Es generalmente considerado como el primer barítono estadounidense en ser famoso en Europa y como uno de los más grandes barítonos de todos los tiempos. Cantó con gran éxito en los principales teatros de ópera de Europa y América, apareciendo en una amplia variedad de funciones con repertorios italianos, franceses y alemanes que iban desde lo lírico a lo dramático.

## Primeros años y estudios de música
Charles W. Clark nació en Van Wert, Ohio el 15 de octubre de 1865. Fue el cuarto de ocho hijos y el segundo de seis que sobrevivió la infancia. Su padre, William Asbury Clark, era molinero y un ciudadano prominente de Van Wert. Su madre fue Virginia Adelia Mahan. Asistió al Van Wert High School y más tarde al Colegio Metodista en Fort Wayne, Indiana (hoy Taylor University).
Mientras estudiaba en la escuela, Clark trabajó en la fábrica de su padre en Van Wert como uno de los chicos que convertía el grano en harina. Como estaba dotado de una voz extraordinaria, practicaba el canto en su tiempo libre y durante los servicios en la Primera Iglesia Metodista de Van Wert.
Un accidente en el año 1884 llevó a Clark a considerar seriamente una carrera como cantante. Un día, mientras trabajaba en el molino, un pedazo de piedra salió volando de una de las ruedas y le impactó en su ojo. A partir de la irritación que sufrió, se pensó durante un tiempo que iba perder la vista. Esto hizo imposible que Clark pudiera seguir trabajando en la fábrica.
En 1885 comenzó sus estudios de canto a la edad de veinte años con Frederick W. Root en Chicago. Esta relación duraría diez años. Comenzó a dar sus primeras presentaciones públicas mientras estudiaba con el señor Root. Fueron un éxito inmediato.
El 7 de noviembre de 1888 Charles se casa con Jessie Amanda Baker. Juntos tuvieron cinco hijos: Helen Clark, Charles R. Clark, Ronald B. Clark, Virginia Clark y Luisa Clark; sólo los tres últimos sobrevivieron la infancia.

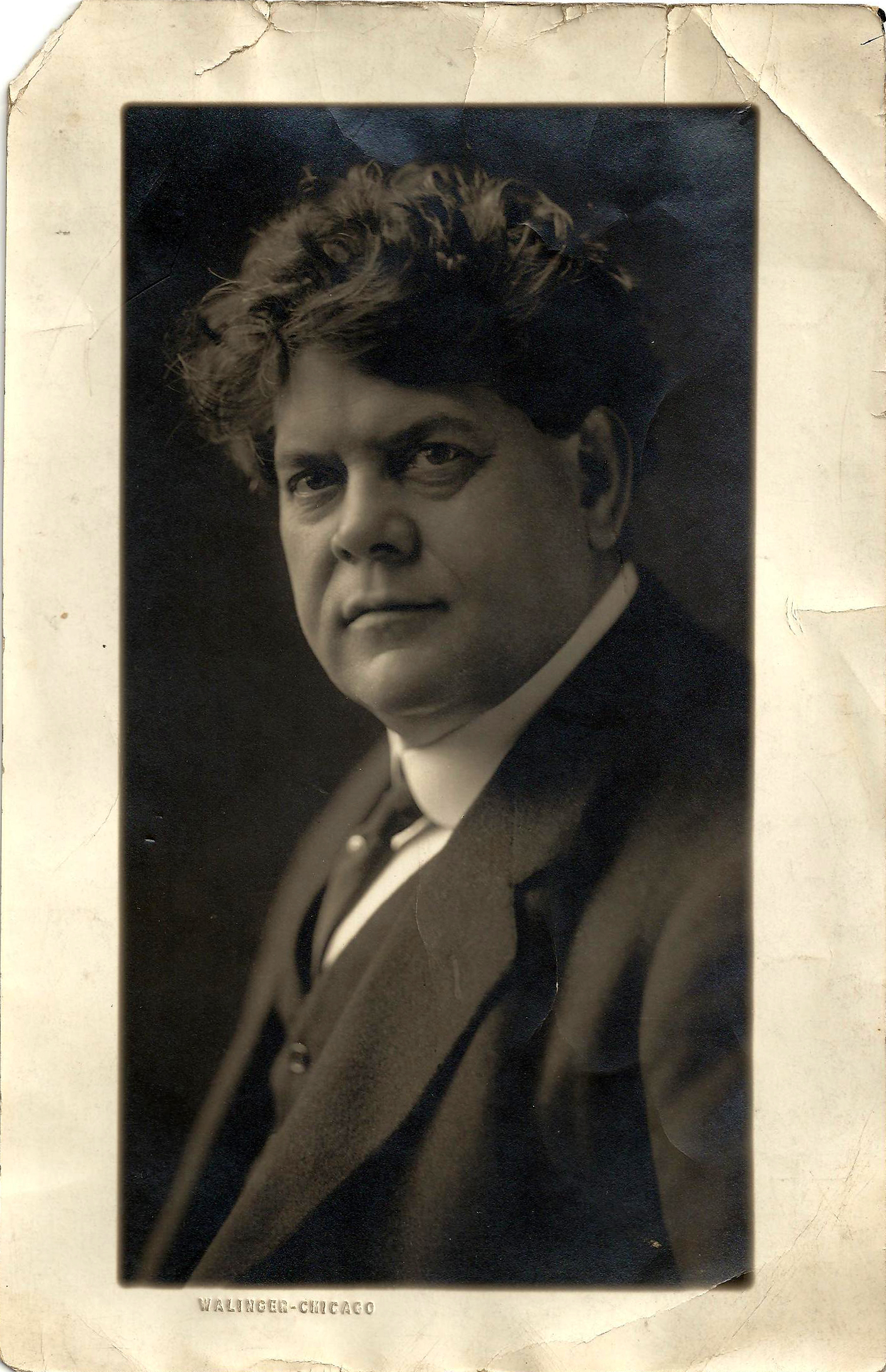
Retrato de Charles W. Clark en 1915

En 1894, es contratado para dar un concierto en donde cantaría la Creación de Haydn. Su presentación fue un éxito y es aclamado por el público. Esto lo convenció para continuar sus estudios en Europa. Estas fueron algunas de las críticas de la actuación:
"El Sr.  Clark, el joven barítono, cantó llegando a los corazones de sus oyentes desde el primer número del oratorio, incrementando el encanto en cada nueva pieza que iba presentando"...  "El Sr. Clark, el barítono, tiene una voz tan gloriosa, una presencia tan varonil y una dicción tan clara y distinguida, que se sentía una sensación de insatisfacción cuando no estaba cantando".
En 1895, después de haber cantado con frecuencia y con éxito en varias ciudades de Estados Unidos, se trasladó a Londres para estudiar en la Academia Real de Música bajo la dirección de Alberto Randegger y George Henschel. También recibió instrucción de canto en Múnich con Eugen Gura.
En 1896, mientras estudiaba en Londres, también estuvo ocupado cantando en diversas funciones. A principios de 1897 regresó por primera vez a los Estados Unidos. Después de su llegada, recibió una carta en donde se le solicitaba que anticipara en un mes su retorno a Inglaterra para que pudiera cantar la escena final de "Die Walküre" en un concierto con motivo del cumpleaños de Wagner. En un concierto el otoño del año anterior había cantado la última escena de la misma ópera, por lo que esta era su oportunidad de conquistar la comunidad artística de Inglaterra. El hecho es que el entonces joven Clark tuvo el éxito de su vida. Fue aclamado como el mejor artista que alguna vez hubiese cantado "La Pasión" en Inglaterra, a pesar de que muchos de los más artistas famosos del mundo la habían cantado antes.

## Carrera como cantante

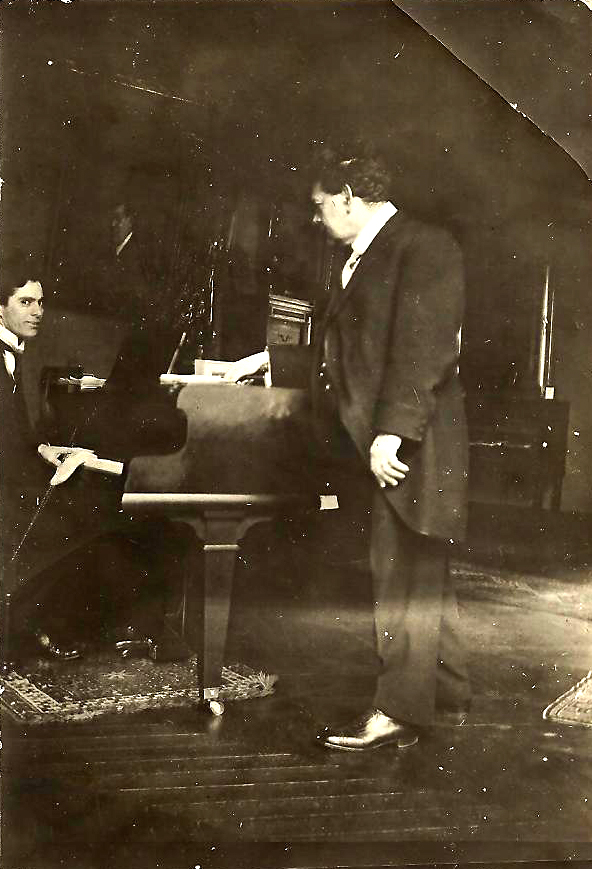
Charles W. Clark en su casa en París en 1912

Hace su primera aparición pública en Londres en 1897 con la Sociedad Filarmónica de Londres. Cantó la " Despedida de Wotan", que más tarde cantaría en su primera aparición pública en Chicago en el mismo año con la Orquesta de Theodore Thomas.
En 1898 cantó por primera vez en Nueva York en una presentación de "El Mesías" con el coro People´s Choral Union en el Metropolitan Opera House.
En 1902 fija su residencia en París. Desde entonces es representado en Europa por el agente LG Sharpe, quien también representó al pianista polaco Ignacy Paderewski.
En 1903, Clark dio cuatro conciertos en el Conservatorio Nacional de Música de París, un honor que no había sido dado a un estadounidense en setenta años de esos conciertos. Cantaría en los conciertos del Conservatorio en cada temporada en París apareciendo también con la Sociedad Filarmónica y la Orquesta de Colonia.
Sus giras por Europa y América le trajeron un gran éxito. Hizo al menos seis giras por Estados Unidos, una gira por Alemania en dos ocasiones, y también por Inglaterra, Irlanda, Escocia, Italia y Portugal. Cantó en el Festival de Birmingham, en los conciertos de la Orquesta Filarmónica de Liverpool, con la Orquesta de Halle, y en los conciertos de Broadwood. Actuó en los conciertos de la Boosey Ballad y con las filarmónicas y orquestas más importantes de su tiempo. Tan solo en Londres dio más de 50 recitales.
Clark solía cantar acompañado de los músicos más famosos y virtuosos de su tiempo, como Claude Debussy, Pablo Casals, Ignacy Paderewski y Georg Schumann, entre otros.

## Voz y temperamento

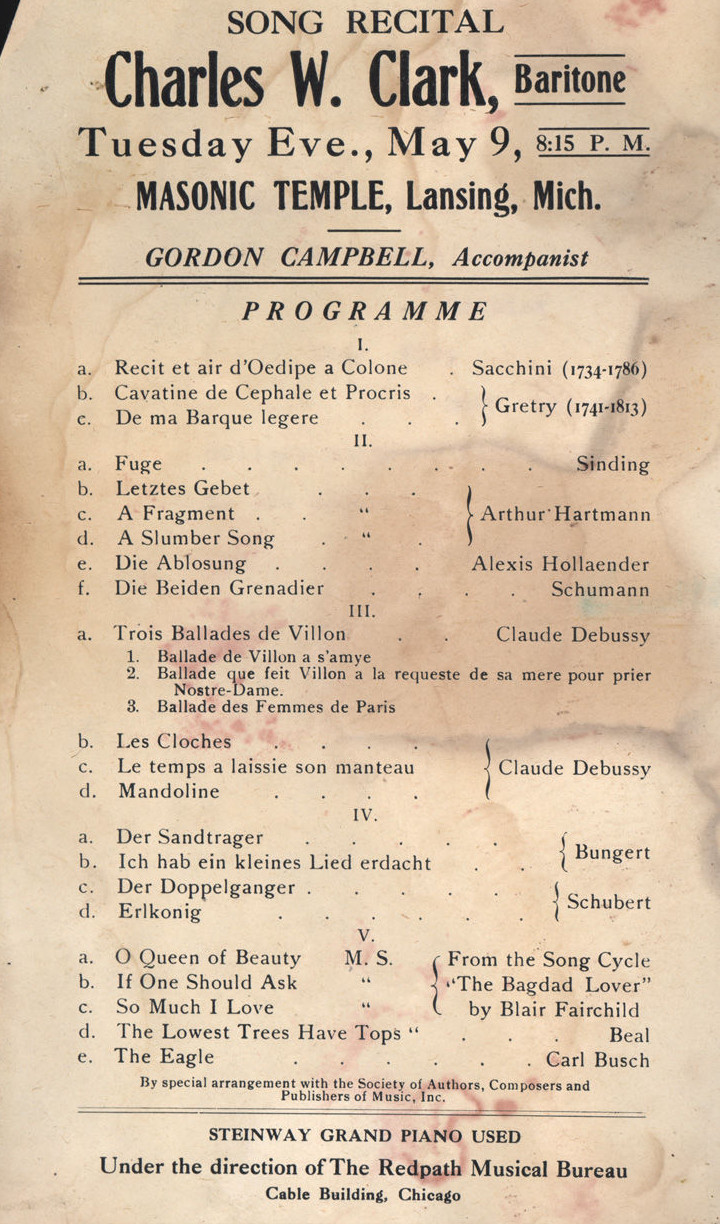
Programa de un concierto en 1916

Los críticos acreditaban a Clark como poseedor de una de las mejores voces de barítono que alguna vez haya poseído un cantante estadounidense. Fue elogiado por su voz fina y varonil, su fraseo y su clara dicción.
Una nota en el Spartanburg Herald aparecida el 5 de abril de 1914 citaba lo siguiente:
"El Sr. Clark ha sido reconocido como poseedor de "un temperamento fuerte". Pero el período de "tormenta y estrés" de los jóvenes es, en él, ahora refinado y suavizado por el estudio, el canto constante en los grandes centros de arte del mundo, y por las intensas y vibrantes experiencias que le han tocado vivir. En sus interpretaciones de las grandes obras maestras de la música, uno encuentra, en lugar de una representación, una imagen viva. Los sentimientos más profundos de los compositores son penetrados y traídos a la luz, todos los matices de cada estado de ánimo se intensifican y se presentan claramente al oyente. El erudito y pensador están detrás de todo lo que se canta. Y una gran voz, magnífica en calidad y con una belleza y un volumen aparentemente ilimitados, son el vehículo de expresión de todo ello que es fruto de la genialidad y del trabajo constante".
Una nota en la revista "The Musical Leader", publicada el 4 de junio de 1914 expresó lo siguiente:
"La posición del Sr. Clark entre los vocalistas líderes en el mundo se debe a una combinación de cualidades que señalan el éxito en estilos particulares del canto, unidas a la versatilidad. Sus recitales se enmarcan en un estilo ecléctico y son ejemplos de los antiguos maestros italianos del siglo XVIII y de los compositores modernos franceses, alemanes, rusos e ingleses. Ha sido aclamado en París como el gran intérprete de Debussy, Fauré y de los compositores franceses actuales, y en alemán como un artista de potencia dominante en el alemán clásico y en el 'lieder' moderno. También es reconocido como un genio en el canto de oratorios, y entre sus representaciones más llamativas y vivas se puede mencionar a Judas, en los 'Apóstoles' de Elgar, y como el Profeta, en 'Elías'".
Como cantante wagneriano, Clark sobresalió en su tiempo. Su temperamento, su fervor dramático, y su espléndida sinceridad lo hacían natural para ello. Su voz tenía la potencia y el alcance del típico cantante wagneriano, pero no tenía nada de la dureza que muy a menudo es asociada con la representación Wagneriana por los cantantes de esa época y de hoy en día.
En 1903, después de haber oído al Sr. Clark cantar en alemán y francés, el rey de Inglaterra Eduardo VII le preguntó a Consuelo, duquesa de Mánchester: "¿Es este señor Clark un francés o un alemán?"  La duquesa le respondió, con mucho orgullo, "Él es un americano, al igual que yo."  "Bueno", exclamó su majestad, "Nunca tuve un nudo en la garganta como cuando cantó 'Ich grolle nicht'".

## Otros antecedentes

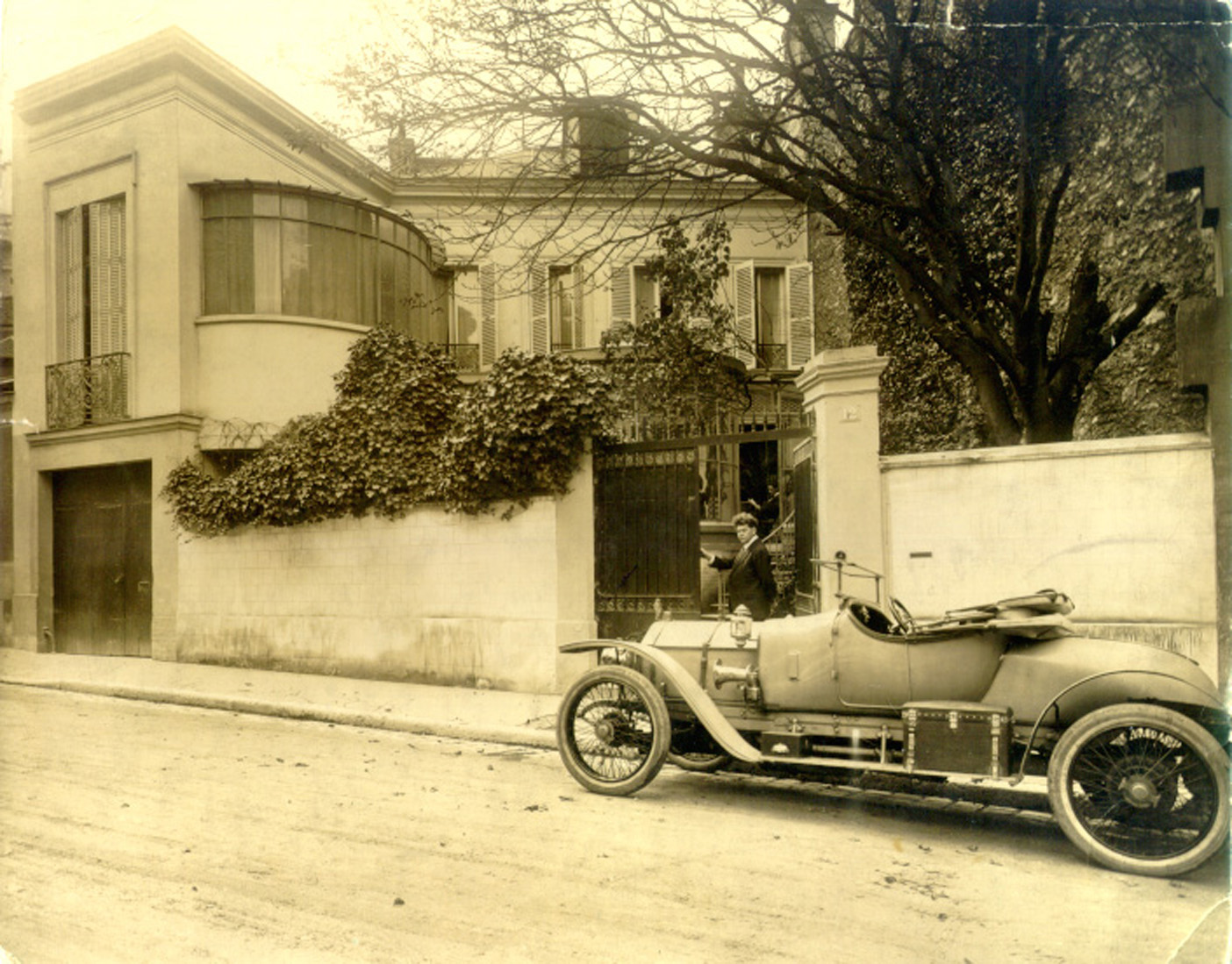
Charles W. Clark en frente de su casa de Paris en 1912

Clark fue jefe del departamento vocal del Conservatorio Bush en Chicago, donde influyó y guio a muchos estudiantes.
En sus actuaciones y presentaciones, estuvo bajo la dirección artística de la Agencia Redpath, la agencia de conciertos más antigua de EE. UU., que también dirigió los conciertos en los Estados Unidos de otros artistas famosos como Ignacy Paderewski, madame Schumann-Heink y Pasquale Amato
El hermano de Clark, el médico y cirujano John Frederick Clark, fue su representante personal en Chicago y fue también barítono y profesor de canto. Juntos formaron los Estudios Clark en Chicago, donde realizaban clases de canto y recitales caracterizados.
Su hermana mayor Princess Clark fue soprano lírica. Ella se presentó frecuentemente en convenciones estatales y cantó como solista en la Convención del Centenario de Pittsburgh en 1909.
Fue uno de los primeros colonos de la colonia de artistas de Grossmont en El Granito San Diego, junto a otros artistas de renombre como el poeta John Vance Cheney, el crítico musical Havrah Hubbard y la cantante de ópera Schumann-Heink. Madame Schumann-Heink tenía una foto de Clark colgada en su casa. Ella sentía que había contribuido enormemente al desarrollo de la música americana. Su cuadro estaba colgado junto a uno de John D. Spreckels, el magnate del azúcar, una de sus personas favoritas.
Durante su vida Clark fue galardonado con siete medallas de oro del gobierno francés en reconocimiento a su contribución a la música francesa y también al pueblo francés durante la Primera Guerra Mundial. Se dice que la guerra lo impresionó más a través de los niños indigentes, hijos de músicos-soldados franceses, por lo que decidió " adoptar" un centenar de ellos.

## Muerte
El 4 de agosto de 1925, mientras estaba sentado en el Teatro Parkway en Chicago, Charles W. Clark murió de un ataque al corazón a la edad de 59 años. Se dice que hubo un momento de gran congoja y algunos lo escoltaron mientras se llevaban su cadáver. Fue seguido por la muerte de su esposa el mismo día.

## Grabaciones

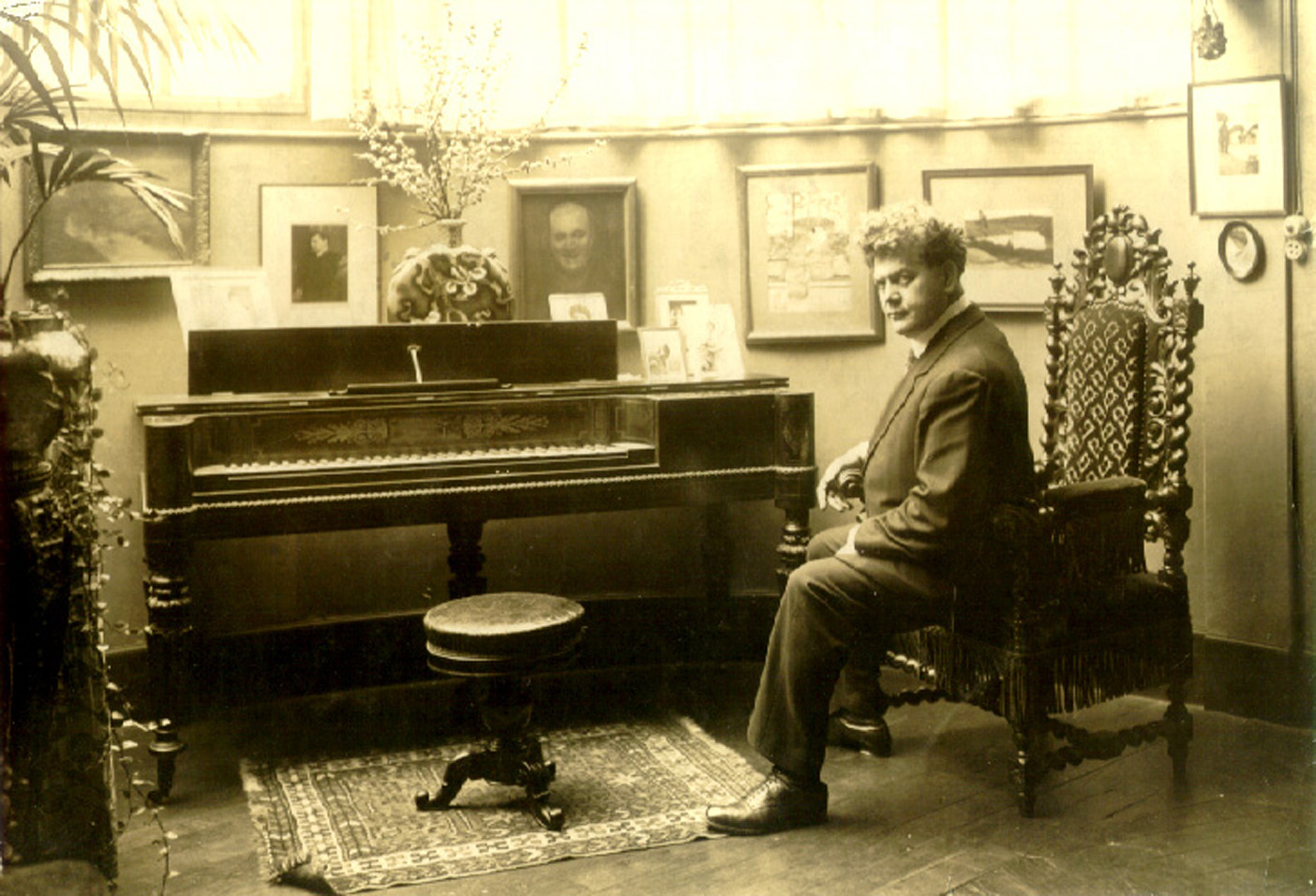
Charles W. Clark frente a su piano en su casa de Paris en 1914

Hay cinco grabaciones de Charles W. Clark que están registradas en el Listado Numérico de Columbia Records (A1400 - A5999), entre 1913 y 1917.
La primera grabación se realizó en 15 de septiembre de 1913 bajo el sello A-5519. A un lado del disco está la canción "It is Enough" del Elías de Felix Mendelssohn. Por el otro lado está la canción "O Devine Redeemer" compuesta por Charles Gounod.
Su segundo disco fue producido bajo el sello A-1470 el 10 de octubre de 1913. Por un lado se encuentra el tema "Irish Folk Song" compuesta por Arthur Foote. Por el otro lado está la melodía "Tus ojos radiantes" de Edward MacDowell.
En su tercer disco producido bajo el sello A-5610, la canción "O Star of Eve" del Tannhäuser de Richard Wagner (registrado el 9 de septiembre de 1913) aparece en un lado. Por el otro lado aparece "Fleeting Vision" de Jules Massenet, grabada el 15 de agosto de 1914.
El cuarto registro fue producido bajo el sello A-1818 el 15 de marzo de 1915. Por un lado está la canción " I'm A Pilgrim (in A Strange Land)" compuesta por George Marston. Por el otro lado está la canción " That Sweet Story of Old", compuesta por John A. West.
La última grabación que aparece en los registros de la discografía de Columbia 	se registró el 6 de enero de 1916. Por un lado aparece la canción "Dream Faces", compuesta por William Marshall Hutchinson y por otro lado aparece la canción "Uncle Rome" compuesta por Sidney Homer y Howard Weedon.

## Repertorio

Aviso en la revista Musical Leader en 1914

El repertorio clásico de Clark se componía fundamentalmente de obras francesas, alemanas e italianas, junto con algunas canciones en inglés. A continuación está la lista de canciones que Clark solía cantar en sus programas, en orden alfabético por autor.
- Die Ablosung (Alexis Hollaender)
- Letztes Gebet (Arthur Hartmann)
- A Fragment (Arthur Hartmann)
- A Slumber Song (Arthur Hartmann)
- The Lowest Trees Have Tops (Beal)
- Der Sandtrager (Bungert)
- Ich Hab ein Kleines Lied erdacht (Bungert)
- The Eagle (Busch)
- Trois Ballades de Villon (Claude Debussy)
- Les Cloches (Claude Debussy)
- Les Temps a lassie son manteu (Claude Debussy)
- Mandoline (Claude Debussy)
- Monotone (Cornelius)
- Judas (Elgar)
- O Queen of Beauty (Fairchild)
- If One Should Ask (Fairchild)
- So Much I Love (Fairchild)
- Love Dirge (Farrari)
- Joy (Farrari)
- Irish Folk Song (Foote)
- O Divine Redeemer (Gounod)
- Cavatine de Cephale et Procris (Gretry)
- De ma Barque legere (Gretry)
- Ballad of the Bonny Fiddler (Hammond)
- Recompense (Hammond)
- Where’er you Walk (Händel)
- Morning Hymn (Henschel)
- Uncle Rome (Hommer and Weedon)
- Stuttering Lovers (Hughes)
- Cato´s Advice (Huhn)
- Thy Beaming Eyes (MacDowell)
- Dream Faces (Marshall)
- I´m a Pilgrim (Marston)
- Vision Fugitive (Massenet)
- Fleeting Vision (Massenet)
- Prophet (Mendelsohnn)
- It’s Enough (Mendelsohnn)
- Sylvia, now your scorn give over (Purcell)
- I’ll sail upon the dog star (Purcell)
- Ectasy (Rummel)
- Recit et air d’Odipe a Colone (Sacchini)
- Aufenthalt (Schubert)
- Das Fischermädchen (Schubert)
- Der Doppelganger (Schubert)
- Erlkönig (Shubert)
- Die Beiden Grenadier (Schumann)
- Ich grolle nicht (Schumann)
- Fuge (Sinding)
- Wotan's Farewell (Wagner)
- O Star of Eve (Wagner)
- That Sweet Story of Old (West)